# 李昌鉴
李昌鉴（1947年—）海南文昌人，中华人民共和国政治人物。

## 生平
1971年加入中国共产党。1970年7月自中山大学数学力学系毕业。历任中共广东省委科教办公室、科教政治部干事，教育部、林业部部领导秘书。1982年任林业部办公厅研究室副主任，1983年借调到中央整党指导委员会办公室任秘书组副组长，1984年任林业部政策研究室副主任，1986年任中共中央办公厅办公室综合组负责人，1987年任中央宣传思想工作领导小组秘书组组长、中共中央办公厅调研室副主任（正局级）。1993年任中央纪委驻林业部纪检组副组长，1994年任中央纪委驻林业部纪检组组长、林业部党组成员、中共林业部直属机关党委书记、林业部党校校长、中国林业文联主席。1998年任国家林业局副局长（副部长级）、党组成员，直属机关党委书记、党校校长，中央纪委驻国家林业局纪检组组长。
1999年3月任第九届全国政协副秘书长、机关党组成员。后任第十、十一届全国政协常务委员，并担任第十届全国政协人口资源环境委员会委员，第十一届全国政协港澳台侨委员会委员。